# Теокалі

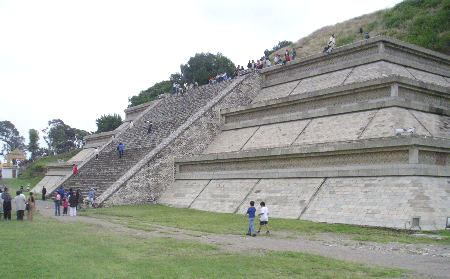
Теокалі Чолула

Теокалі (Nahuatl: «God-house») — тип культової споруди, мезоамериканська піраміда з храмом на вершині. Є чотирикутною кам'яною пірамідою, сторони якої, як правило, були суворо орієнтовані по сторонах світу. Піраміда складалася з декількох уступів, що утворювали тераси, а також мала круті сходи на всю висоту. На самому верхньому уступі розташовувався храм для жертвоприношень. Теокаллі характерні для архітектури ацтеків, тольтеків, мая. Одним з найбільших теокаллі була піраміда Уїцилопочтлі, побудована в Теночтитлані в 1325 році. Вона височіла над містом на 60 метрів.